# マダラチョウ族
マダラチョウ族（マダラチョウぞく、Danaini）は、タテハチョウ科マダラチョウ亜科を分類する族の1つである。
この族のタイプ属のカバマダラ属(Danaus)は、有名なオオカバマダラ（D. plexippus）を含み、上位分類のマダラチョウ亜科のタイプ属でもある。
マダラチョウ族には、族全体の口語的な名前は決まっていないが、特に亜族のDanainaでは、いくつかの属の多数の種に関連してtiger butterfliesという用語が使用されることがある。

## 分類（亜族と属）
和名は徳重, 森 & 福崎 (2021)による。
Danaina亜族 Boisduval, [1833]
- Amauris シロモンマダラ属 – clerics
- Danaus カバマダラ属 – monarchs, queens and tigers - カバマダラ、スジグロカバマダラ、スジグロシロマダラ(Danaus melanippus)、オオカバマダラ、ジョオウマダラなど
- Ideopsis リュウキュウアサギマダラ属 – glassy tigers, Southeast Asian tree- and wood-nymphs - トガリアサギマダラ(Ideopsis juventa)、リュウキュウアサギマダラなど
- Parantica アサギマダラ属 – tigers - ヒメアサギマダラ(Parantica aglea)、ルソンアサギマダラ(Parantica luzonensis)、アサギマダラ、シロアサギマダラ(Parantica vitrina)など
- Tiradelphe – Schneider's surprise
- Tirumala コモンマダラ属 – blue tigers - ミナミコモンマダラ(Tirumala hamata)、ウスコモンマダラ(Tirumala limniace)、コモンマダラ(Tirumala septentrionis)など

Euploeina亜族 Moore, [1880]
- Anetia ヒョウモンダマシ属
- Euploea ルリマダラ属 – crows - マルバネルリマダラ、ミダムスルリマダラ(Euploea midamus)、ツマムラサキマダラ、シロモンルリマダラ(Euploea radamanthus)、クロイワマダラ(Euploea swainson)、ルリマダラ(Euploea sylvester)など
- Idea オオゴマダラ属 – tree nymphs, paper butterflies - オオゴマダラなど
- Lycorea トラフマダラ属 – mimic queens
- Protoploea – magpie butterfly

## ギャラリー

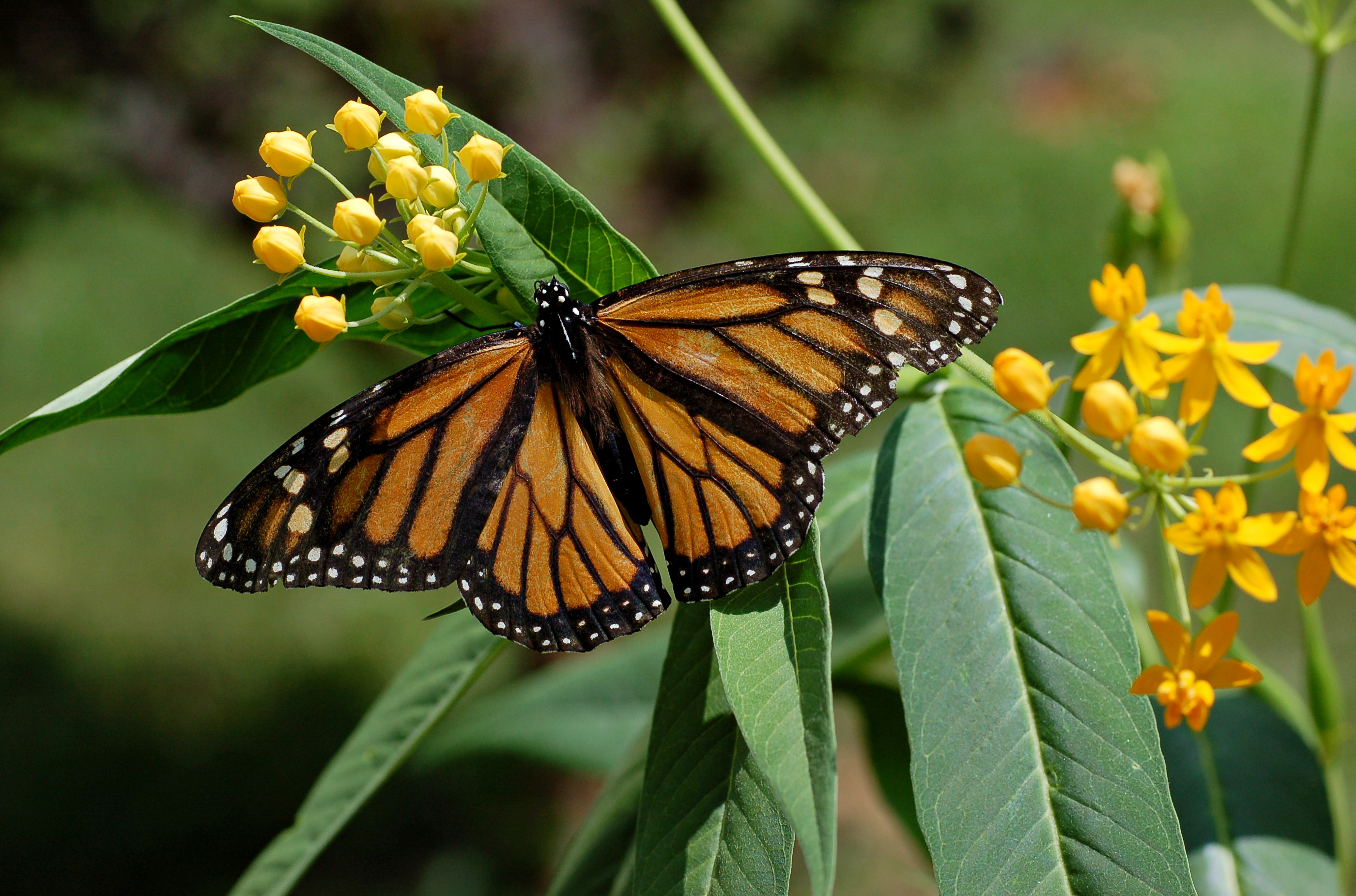
オオカバマダラ Danaus plexippus (カバマダラ属)
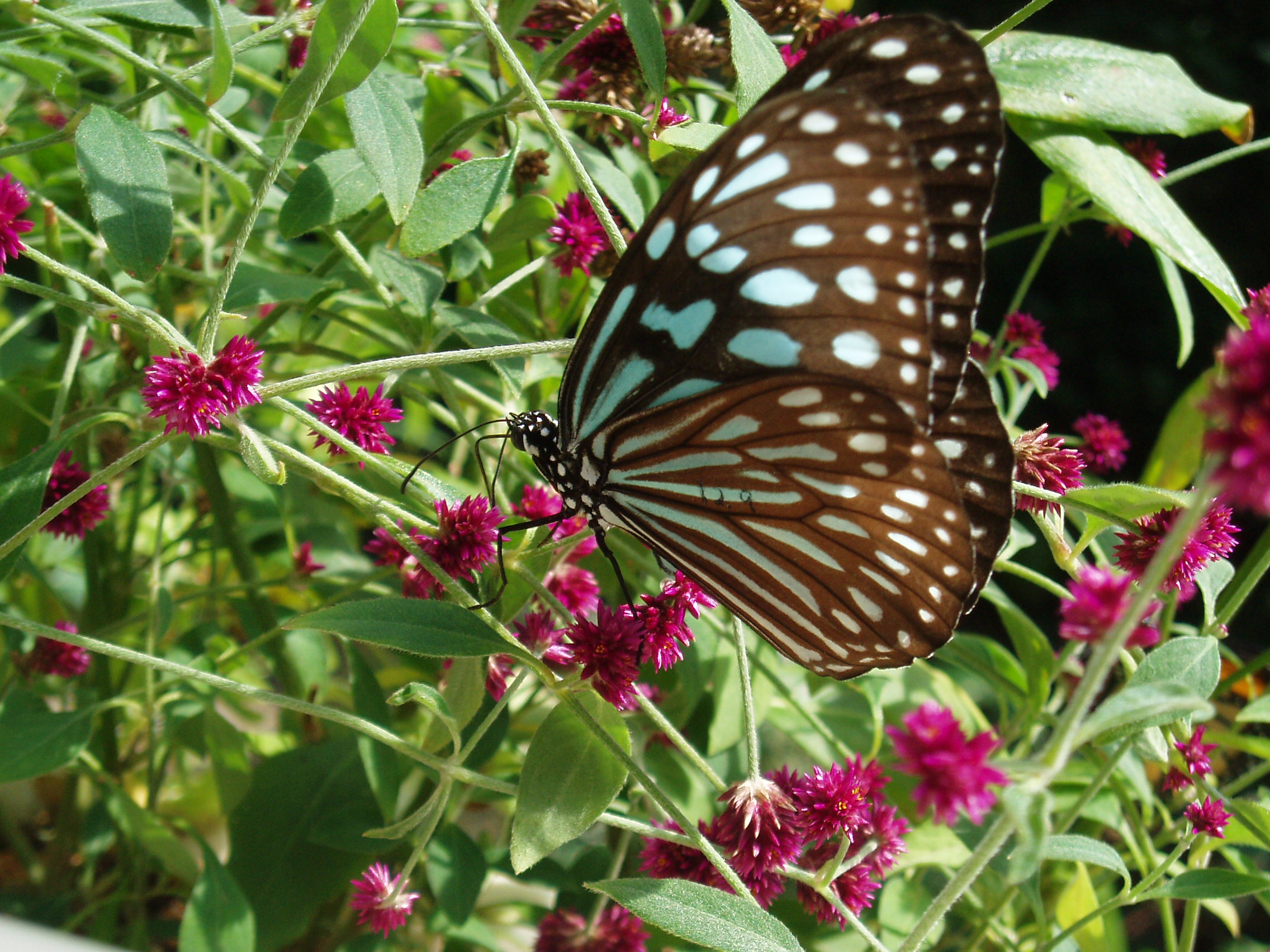
リュウキュウアサギマダラ Ideopsis similis (リュウキュウアサギマダラ属)
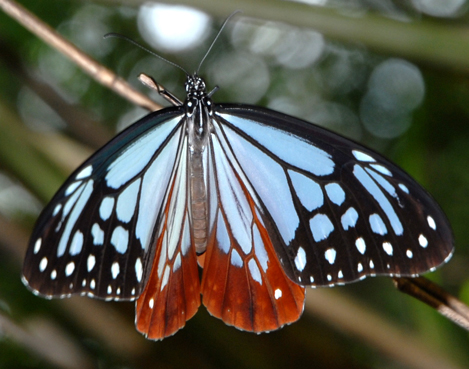
アサギマダラ Parantica sita (アサギマダラ属)
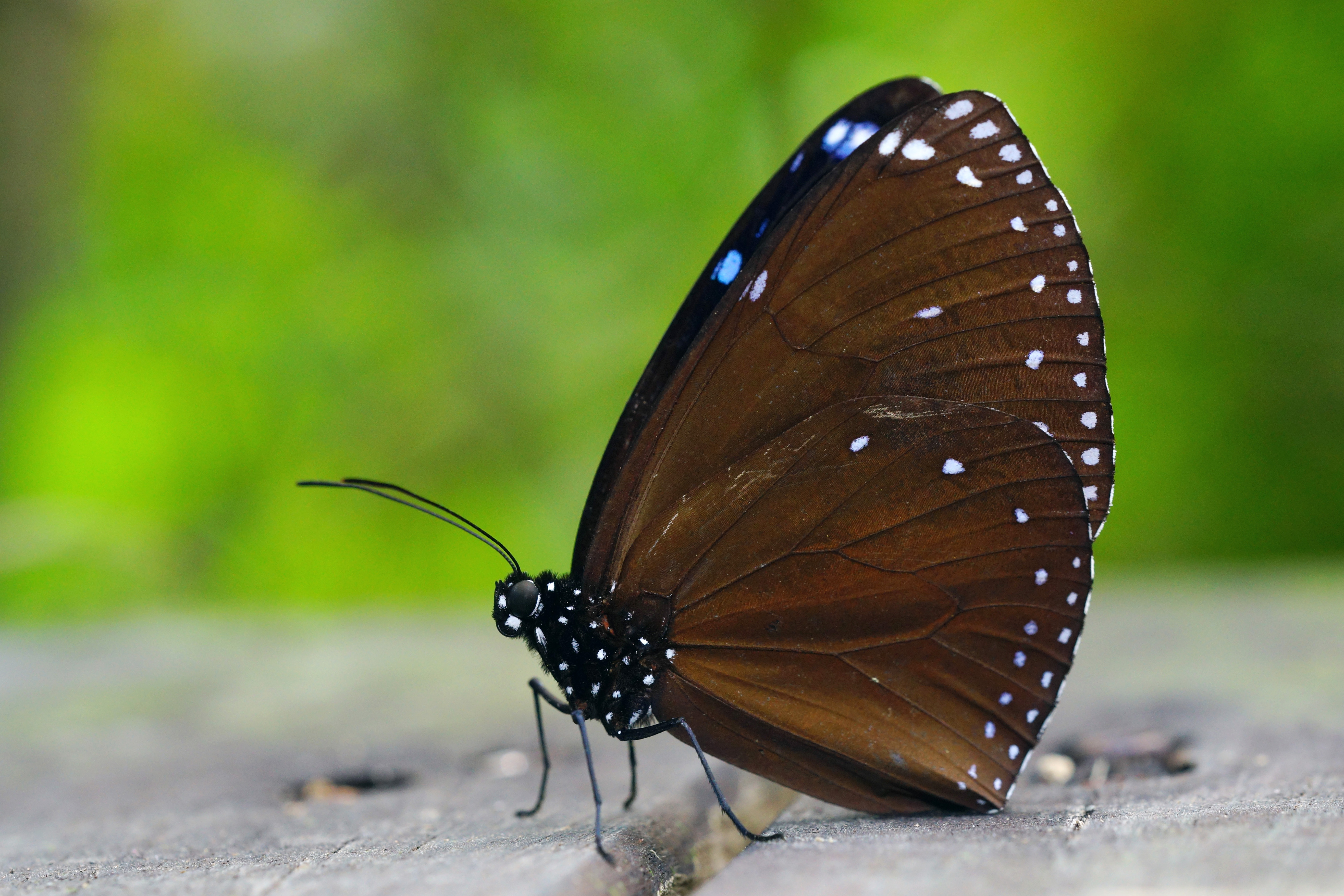
マルバネルリマダラ Euploea eunice (ルリマダラ属)
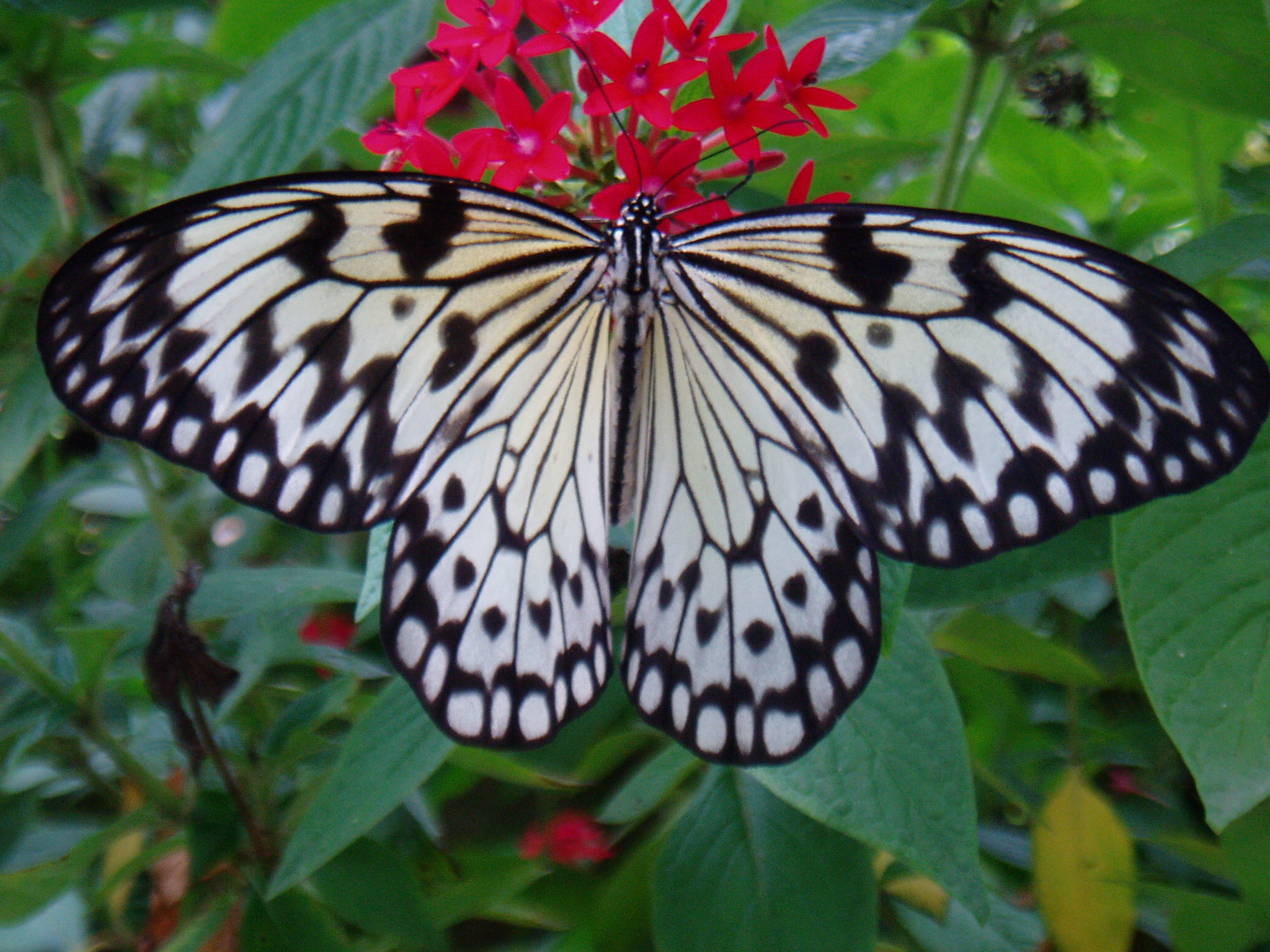
オオゴマダラ Idea leuconoe (オオゴマダラ属)